# Комаровка (Борзнянский район)
Комаро́вка (укр. Комарі́вка) — село в Нежинском районе Черниговской области Украины, административный центр Комаровской сельской общины. Было центром Комаровского сельсовета, до 17 июля 2020 года было на территории ныне упразднённого Борзнянского района. Расположено на берегу реки Смолянка.
В селе есть молокозавод, хлебопекарня, кирпичный завод, бетонный завод. В конце 2008 г. близ села началось строительство крупной животноводческой фермы.